# Amour toujours (album d'Amanda Lear)
Cet article concerne l'album d'Amanda Lear. Pour l'album de Lio, voir Amour toujours.
Albums de Amanda Lear
Tendance Brief Encounters
Singles
1. Queen Of Chinatown 2006[1]
Sortie : 2006

Amour toujours est le quatorzième album studio d'Amanda Lear sorti en France en 2008.
Cet album est identique à l'album With Love enrichi de deux titres en bonus.

## Titres
Titres sur l'album With Love et Amour Toujours :
1. "C'est Magnifique" (Cole Porter) 2:29
2. "Whatever Lola Wants" (Richard Adler, Jerry Ross) 3:07
3. "Is That All There Is?" (Jerry Lieber, Mike Stoller) 4:24
4. "Love For Sale" (Cole Porter) 3:36
5. "I'm In The Mood for Love" (Dorothy Fields, Jimmy McHugh) 3:48
6. "My Baby Just Cares For Me" (Walter Donaldson, Gus Kahn) 3:37
7. "Si La Photo Est Bonne" (Barbara) 2:53
8. "Johnny" (Hollander) 3:04
9. "Bambino" (Giuseppe Fanciulli, Nisa) 3:20
10. "Senza Fine" (Gino Paoli, Alec Wilder) 3:17
11. "Kiss Me Honey Kiss Me" (Michael Julien, Albon Timothy) 2:35
12. "Déshabillez-moi" (Robert Nyel, Gaby Verlor) 4:18

Titre en bonus sur le CD européen.
1. "Johnny (live)" (Hollander) 2:49

Titres en bonus sur le CD album Amour Toujours (par rapport au CD With Love) :
1. "Queen of Chinatown 2008" (Rainer Pietsch, Amanda Lear) 4:09
2. "Tomorrow 2008" (Rainer Pietsch, Amanda Lear)

## L'album
- Amanda Lear - voix
- Yvon Chateigner - producteur maison de disques
- Alain Mendiburu - producteur du disque
- Leonard Raponi - production et arrangeur
- Jun Adashi - assistant de production
- Romain Joubert - pro-tools assistant
- Vincent Lépée - ingénieur du son
- Leonard Raponi- clavier, programmation
- Pierre Bertrand - piano
- Christophe Galizio - batterie, percussions
- Alain Bernard - clavier, co-arrangeur de "Love For Sale"
- Lionel Campana - concert master
- Yves Martin - chœurs
- Leonard Raponi - chœurs
- Conception et sélection des titres : Amanda Lear
- Julien Daguet -  pochette / photographie par Christophe at Claude Maxime, Paris
- Design pochette -  Vincent Malléa et Aurélien Tourette, in the moon

## Dédicace
Long before it became trendy, I covered songs of my favourite singers.
I convinced my record company, German at the time, to include some evergreens among the disco tracks, such as "Lili Marleen", "As Time Goes By", "Fever", "Magic Moments" etc.
Today I want to pay tribute to the female singers who so beautifully have sung of Love, Passion and Desire. "Torch singers" that everybody remembers. Many of the songs included here were sung by different artists, as it was usual in the fifties and the sixties. I discovered them through the artists that I dedicate each song to, but don't forget, of course, there are other fabulous singers; Doris Day, Judy Garland, Josephine Baker, Edith Piaf, Billie Holiday, Mina, Dusty Springfield, Dionne Warwick, Diana Ross etc.
The lyrics talk about the most important thing in life: Love!
Some are happy (Cole Porter's "C'est Magnifique"), some are ironic ("Si La Photo Est Bonne", "Whatever Lola Wants"), others are blue and disillusioned ("Love For Sale", another Cole Porter song). I also chose signature songs from Juliette Gréco ("Deshabillez-Moi") and Nina Simone ("My Baby Just Cares For Me"). We could not forget Marlene Dietrich, Hildegard Knef, Dalida and the most touching of them all; Peggy Lee's "Is That All There Is?"
Oui, tonight I'm in the mood for love...
With love
Amanda Lear"
Ce qui se traduit par :
Bien avant de devenir à la mode, j'ai interprété les chansons de mes chanteurs préférés.
J'ai convaincu ma maison de disques (allemande à l'époque), d'inclure quelques incontournables parmi les pistes discothèque, tels que "Lili Marleen", "As Time Goes By", "Fever", "Magic Moments" etc.
Aujourd'hui, je veux rendre hommage aux chanteuses qui ont si bien chanté l'amour, la passion et le désir. Des chanteuses mythiques que tout le monde se souvient. Plusieurs des chansons incluses ici ont été chantées par des artistes différents, comme il était d'usage dans les années cinquante et soixante. Je les ai découvertes à travers les artistes auxquelles je dédie chaque chanson, mais je n'oublie pas, bien sûr, qu'il y a d'autres chanteuses fabuleuses comme Doris Day, Judy Garland, Joséphine Baker, Édith Piaf, Billie Holiday, Mina, Dusty Springfield, Dionne Warwick, Diana Ross, etc.
Les paroles parlent de la chose la plus importante dans la vie: l'amour !
Certains titres sont joyeux comme ("C'est Magnifique" de Cole Porter), certains sont ironiques comme ("Si la Photo Est Bonne", "Whatever Lola Wants"), d'autres sont dans le blues et désabusés (« Love For Sale », une autre chanson de Cole Porter). J'ai aussi choisi des chansons créées par Juliette Gréco (« Déshabillez-moi ») et Nina Simone ("My Baby Cares Just For Me"). Nous ne pouvons pas oublier Marlene Dietrich, Hildegard Knef, Dalida et la plus touchante de toutes Peggy Lee avec "Is That All There Is ?".
Oui, ce soir je suis dans l'humeur de l'amour...
Avec amour
Amanda Lear "

## Production

### Album CD
- CD (Dance Street DST 77065-2 /  (EAN 0090204969302)

### Singles
- 45 Tours
- Maxi 45 Tours
- Maxi CD